# Wormaldia echinata
Wormaldia echinata är en nattsländeart som beskrevs av Wolfgang Tobias 1995. Wormaldia echinata ingår i släktet Wormaldia och familjen stengömmenattsländor. Inga underarter finns listade i Catalogue of Life.